# Amt Berleburg

Amt Berleburg im Kreis Wittgenstein

Amtsgliederung

Das Amt Berleburg war ein Amt im ehemaligen Kreis Wittgenstein in der preußischen Provinz Westfalen und in Nordrhein-Westfalen. Es verwaltete bis zum 31. Dezember 1974 ein Gebiet mit 28 Gemeinden.

## Geschichte
Im Rahmen der Einführung der Landgemeindeordnung von 1841 für die Provinz Westfalen wurden 1845 im Kreis Wittgenstein fünf Ämter eingerichtet, darunter die drei Ämter Arfeld, Berghausen und Girkhausen.
Am 1. Oktober 1932 wurden die drei Ämter Arfeld, Berghausen und Girkhausen aufgelöst. Aus ihren Gemeinden wurde zusammen mit dem Gutsbezirk Sayn-Wittgenstein-Berleburg das Amt Berleburg gebildet.
Zum 1. Januar 1965 wurde der Gutsbezirk Sayn-Wittgenstein-Berleburg aufgelöst. Sein Gebiet wurde auf mehrere Gemeinden des Amtes Berleburg aufgeteilt.
Zum 1. Januar 1975 wurde das Amt Berleburg im Rahmen des Sauerland/Paderborn-Gesetzes aufgelöst. Die Gemeinden Birkelbach, Birkefehl, Balde sowie Womelsdorf gingen an die neue Gemeinde Erndtebrück und die Gemeinden Neuastenberg, Langewiese sowie Mollseifen gingen an den Hochsauerlandkreis zur Stadt Winterberg. Die restlichen Gemeinden des Amtes wurden mit der amtsfreien Stadt Berleburg zur neuen Stadt Bad Berleburg zusammengeschlossen.

## Gemeinden

### Vorgängerämter 1845–1932
| Amt Arfeld 1. Arfeld 2. Alertshausen 3. Beddelhausen 4. Elsoff 5. Richstein 6. Sassenhausen 7. Schwarzenau 8. Stünzel 9. Weidenhausen | Amt Berghausen 1. Aue 2. Balde 3. Berghausen 4. Birkefehl 5. Birkelbach 6. Dotzlar 7. Hemschlar 8. Raumland 9. Rinthe 10. Wingeshausen 11. Womelsdorf | Amt Girkhausen 1. Diedenshausen 2. Girkhausen 3. Langewiese 4. Mollseifen 5. Neuastenberg 6. Schüllar 7. Wemlighausen 8. Wunderthausen |

### Amt Berleburg 1932–1974
1. Alertshausen
2. Arfeld
3. Aue
4. Balde
5. Beddelhausen
6. Berghausen
7. Birkefehl
8. Birkelbach
9. Diedenshausen
10. Dotzlar
11. Elsoff
12. Girkhausen
13. Hemschlar
14. Langewiese
15. Mollseifen
16. Neuastenberg
17. Raumland
18. Richstein
19. Rinthe
20. Sassenhausen
21. Schüllar
22. Schwarzenau
23. Stünzel
24. Weidenhausen
25. Wemlighausen
26. Wingeshausen
27. Womelsdorf
28. Wunderthausen

29. Gutsbezirk Sayn-Wittgenstein-Berleburg (bis 1964)

### Wappen
| Wappen der ehemaligen Amtes Berleburg | Blasonierung: „Sechsfach gespalten von Silber (Weiß), Rot, Silber (Weiß), Grün, Gold (Gelb), Blau und Gold (Gelb).“ |
| Wappen der ehemaligen Amtes Berleburg | Wappenbegründung: Das Wappen wurde am 22. September 1938 vom Oberpräsidenten der Provinz Westfalen genehmigt. Der grüne Pfahl steht für den Wald im Amtsgebiet, der rote auf silbernen Grund für die Grafschaft Sayn-Wittgenstein-Hohenstein und der blaue Pfahl auf goldenem Grund für die Grafschaft Sayn-Wittgenstein-Berleburg. Die Ortschaften des Amtes waren Teil beider Gebiete. |

## Einwohnerentwicklung
| Jahr | Amt Arfeld    | Amt Berghausen | Amt Girkhausen | Quelle |
| ---- | ------------- | -------------- | -------------- | ------ |
| 1871 | 3.396         | 3.260          | 2.536          | [ 6 ]  |
| 1885 | 3.382         | 3.657          | 2.695          | [ 7 ]  |
| 1895 | 3.352         | 4.161          | 2.877          | [ 8 ]  |
| 1910 | 3.598         | 4.885          | 3.136          | [ 9 ]  |
|      | Amt Berleburg |                |                |        |
| 1933 | 12.508        | 12.508         | 12.508         | [ 10 ] |
| 1939 | 12.062        | 12.062         | 12.062         | [ 10 ] |
| 1950 | 16.929        | 16.929         | 16.929         | [ 11 ] |
| 1961 | 15.984        | 15.984         | 15.984         | [ 12 ] |
| 1970 | 16.599        | 16.599         | 16.599         | [ 12 ] |